# 液壓沖床

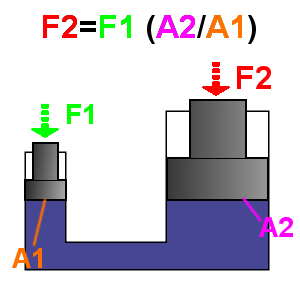
液壓傳遞力的原理

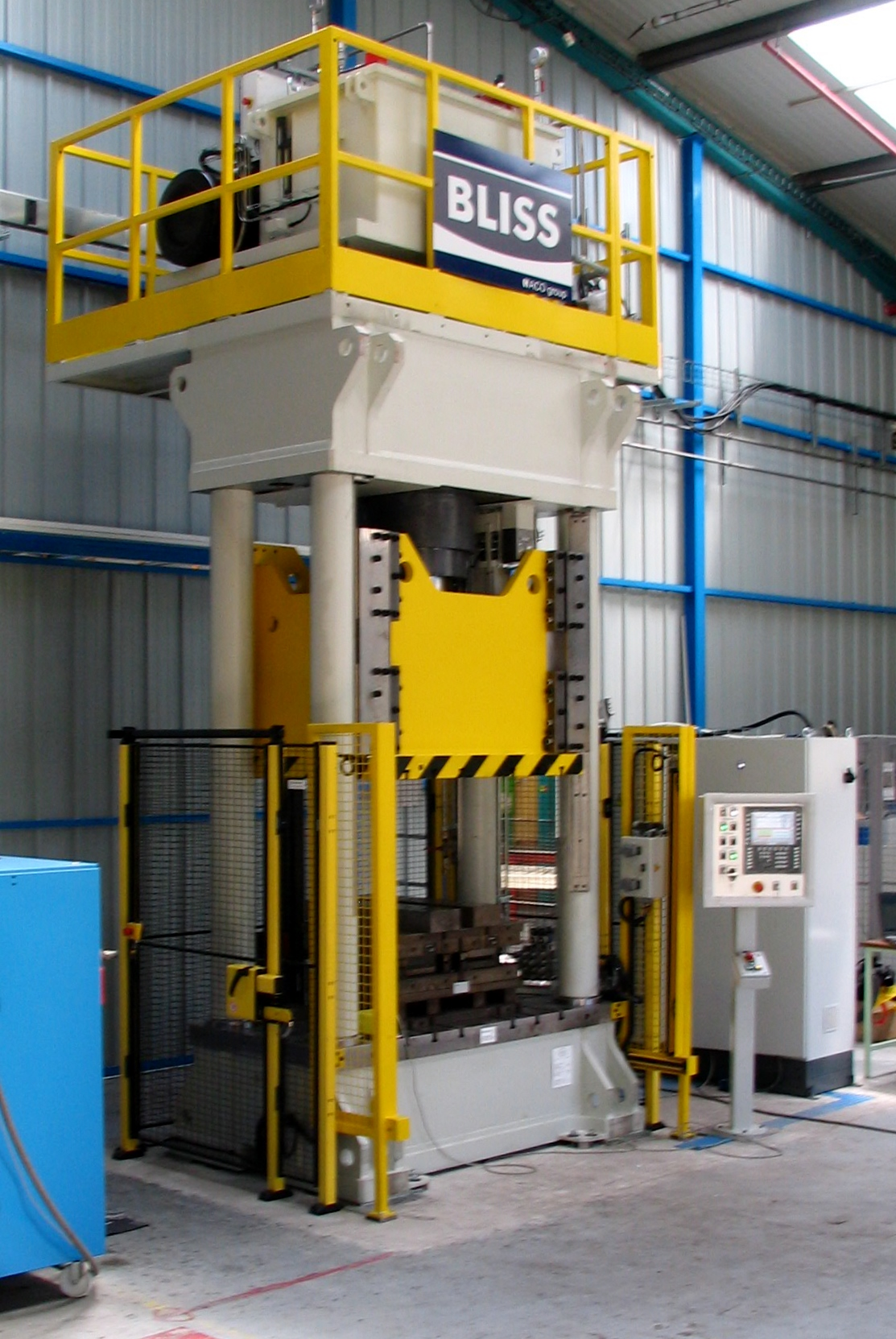
四百噸的液壓沖床

液壓沖床是應用液壓缸產生壓縮力的沖床，液壓沖床是由英國的約瑟·布拉馬發明，在1795年發明了液壓沖床，並且申請了專利。布拉馬在研究當時有關流體運動的文獻後，將其概念應用在沖床上。

## 原理
液壓沖床是應用帕斯卡原理：封閉系統的压强是定值。液壓沖床中有一部份是活塞，有類似泵的作用。其截面積較小，產生較小的力，另一部份是面積較大的活塞，兩者壓力相同，面積較大的活塞其施力也較大。若泵和沖壓的液壓缸分開的話，只需要小直徑的管連接泵和液壓缸，較容易抵抗液體壓力。
在活塞移動時，在液壓缸中液體（例如液压液）也會隨著移動。假設液體不可壓縮。小活塞位移影響的油體積等於大活塞位移影響的油體積。因此兩者的位移距離會不同，和活塞面積成反比。因此，為了讓大活塞移動，小活塞需要走較長的距離。大活塞出力較大，但位移較短，小活塞受力較小，但位移較長，因此符合能量守恆定律。若大活塞的面積增加，其活動距離會更短。
液壓沖床的概念也可以用在液壓成形製程中。

## 應用
液壓沖床常用在鍛造、鉚接、模塑、下料、深拉及金屬成型等製程
。

## 流行文化
電影《數學謀殺案》中，有一個會漸漸變小的房間，其設計就類似液壓沖床。插畫家Boris Artzybasheff也有畫過一張液壓沖床的圖，沖床的外形類似一個機器人。最近，有一個YouTube頻道Hydraulic Press Channel，芬蘭人Lauri Vuohensilta會在影片中將各様的東西用液壓沖床壓碎。